# Knud Karl Krogh-Tonning

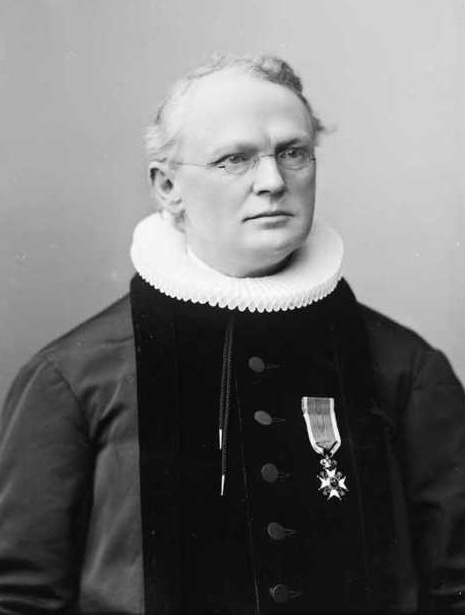
Knud Karl Krogh-Tonning.

Knud Karl Krogh-Tonning, född den 31 december 1842  i Stathelle i Telemarken, död den 19 februari 1911 i Kristiania, var en norsk teologisk författare.
Krogh-Tonning, som blev cand. theol. 1867, beklädde flera prästerliga befattningar och var sist kyrkoherde i Gamle Akers församling (1886–1900). Krogh-Tonning utövade ett omfattande och högst betydande dogmatiskt författarskap, som inleddes med Den christelige troeslære i dens grundtræk (1870; 5:e upplagan 1893) och vars huvudverk är Den christelige dogmatik (4 band, 1885–1894), det första norska arbetet av detta slag. 
I "Theologisk tidsskrift" var han en flitig medarbetare och erhöll 1883 teologie doktorsgraden för avhandlingen Om den ældste kirkelige apologi overfor det græsk-romerske hedenskabs tænkning. Krogh-Tonnings åskådning fjärmades under 1890-talet alltmer från den lutherska läran (se Die Gnadenlehre und die stille Reformation, 1894), och han övergick 1899 till katolicismen. 
Av självbiografiskt innehåll är hans arbete En konvertits erindringer (1906); av hans sista verk är flertalet på tyska; Hugo Grotius und die religiösen Bewegungen (1904), Der letzte Scholastiker (samma år), Katholisches Christentum (1906), Essays (samma år), Die heilige Birgitta von Schweden (1907) med flera.